# John Henry Newman
Szent John Henry Newman C.O. (London, 1801. február 21. – Birmingham, 1890. augusztus 11.) nagy hatású angol anglikán, majd katolikus teológus, bíboros, a Néri Szent Fülöp Oratóriuma angliai alapítója.

## Gyermek- és ifjúkora

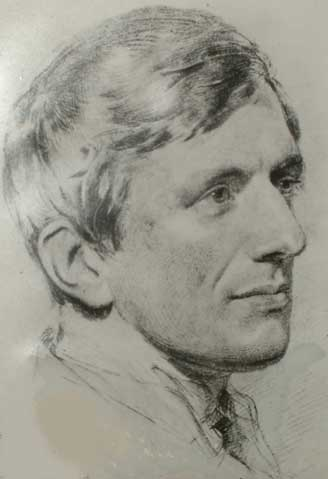
J.H. Newman 1824-ből

John Newman és Jemima Fourdrinier gyermekeként jött a világra Londonban. Édesapja anglikán volt, anyja ősei pedig francia kálvinisták. 1816 nyarán átélt Istenélménye meghatározó lett egész életére. Oxfordban tanult, 1816 és 1820 között a Trinity College növendéke, 1822-től pedig az Oriel College tagja és tanára. Miután teljesen meggyőződött arról, hogy Isten a cölibátusra és az emberek szolgálatára hívta el, szemináriumba jelentkezett, és 1824-ben anglikán diakónussá, majd 1825-ben anglikán pappá szentelték. Röviddel szentelése után az oxfordi Szent Kelemen templom szolgálatára rendelték, majd 1828-tól 1843-ig az Oxfordi Egyetem Szűz Mária templomának lelkésze lett.

## Az Oxford-mozgalom
Az oxfordi egyetem lelkészi szolgálata közben nagy buzgalommal látott hozzá az egyházatyák tanulmányozásához, és ezek a patrisztikai tanulmányok egyre közelebb vitték a katolikus tanításhoz. Az az elhatározás kezdett érlelődni benne, hogy a kereszténységet meg kell védeni a kor teológiai liberalizmusa ellen. Ez a liberalizmus azt hirdette, hogy nincs egy vallásban sem objektív, biztos igazság, ezért minden vallás azonos értékű, valamennyit el kell tűrni, a dogmák ugyanis csak vélemények.
1833-ban egyik alapítója, majd szellemi irányítója lett az Oxford-mozgalomnak, amely irodalmi hadjáratot indított az anglikán egyház megújulása érdekében, és le akarta győzni a „high church”-ben eluralkodó liberalizmust. Newman ekkor dogmatikailag is egyre jobban közeledett a korábban megvetett, „antikrisztusi” és „római rontásnak” tekintett katolikus egyházhoz. Az Oxford-mozgalomban így a katolicizmus és az anglikanizmus között közvetítő irányzat képviselőjeként lépett fel. Newman az anglikanizmust az ősegyházzal egybekapcsolva középső állást akart teremteni Róma és a protestantizmus közt, azt remélve, hogy az eredeti anglikanizmus egységesítő pólusa lehet majd az egymástól elválasztott keresztény egyházaknak. Könyvei, levélváltásai, beszédei és szellemi hatása hamarosan túlnőtt Oxford város határain, és egész Angliában érdeklődéssel és kíváncsisággal tekintettek rá, mint tüneményszerű lángelmére. 1833-tól 1845-ig több művet írt az Egyház védelmében, és ő írja az Oxford-mozgalom röpiratszerű traktátusainak jelentékeny részét, a 90 részes Tracts for the Times ('Időszerű röpiratok') közül 24-nek ő a szerzője. Az 1841-ben megjelent utolsó traktátusában megkísérli bebizonyítani az anglikán és a római egyház tanainak megegyezését, illetőleg az angol egyház tanainak keretében akarja bemutatni a katolikus egyházat. Az anglikán püspökök azonban szembefordulnak ezzel a kísérletével, és számos támadás érte a nyilvánosság előtt.

## Megtérése a katolikus egyházba
1839-től egyházatyák újabb tanulmányozása után egyre fokozódó bizonyossággal jön rá az ősegyház és a mai katolikus egyház azonosságára, hogy az ősegyház nem az anglikán, hanem a római katolikus egyházzá fejlődött organikusan. Az Anglikán Egyházzal szemben ébredt kételye után hat éven keresztül állhatatosan imádkozott és böjtölt a világosságért. 1843-ban, mivel már nem érezte magát az anglikán egyház elég jó fiának, lemond plébániájáról, otthagyja ragyogó akadémiai pályafutását, lelki gyermekeit, hozzátartozóit és legjobb barátait, és teljes magányba vonul. A hosszas elmélkedések és a kemény aszkézis végül megérlelték benne a megtérést: 1845. október 9-én – néhány barátjával együtt – letette a katolikus hitvallást boldog Dominic Barberi előtt, és katolizált. A bérmálás szentségét november 1-jén az angol katolicizmus újjászervezésében főszerepet játszó Nicholas Wiseman bíboros szolgáltatta ki számára. Még ebben az évben megírta konverziójának részletes, tárgyilagos okait a keresztény tan fejlődéséről írt könyvében (An Essay on the Development of Christian Doctrine), majd később, mikor az anglikán táborból kétszínűséggel vádolták, a katolicizmushoz vezető útját előbb Loss and Gain (Veszteség és nyereség, 1849) c. regényében, majd Apologia pro vita sua (1864) c. önéletrajzában is feltárta, amelyet az angol irodalom elismert remekműveként tartanak számon. Newman áttérése Benjamin Disraeli, a későbbi lord Beaconsfield szerint súlyos döfést adott az angol államegyháznak.

## Katolikus teológusként

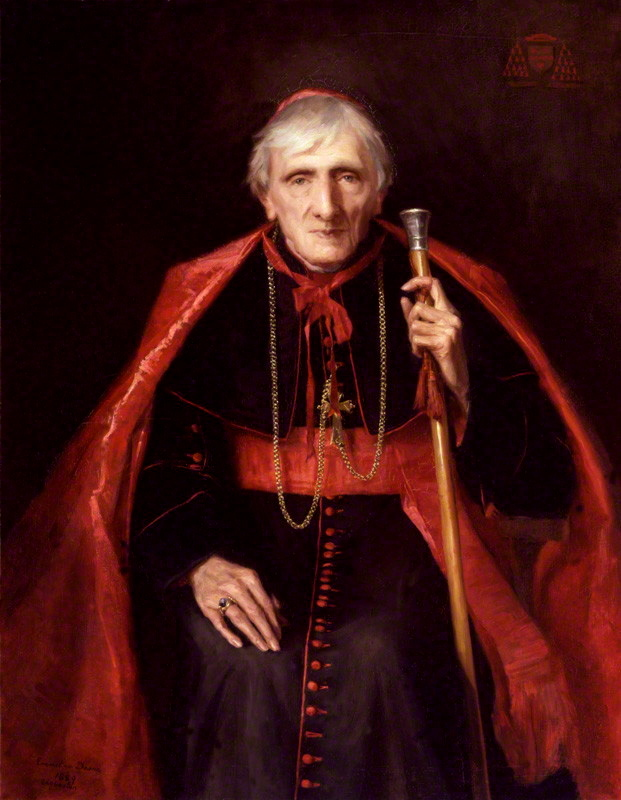

1846 őszén Newman Rómába ment, ahol teológiai tanulmányai után 1847. május 31-én Fransoni bíboros pappá szentelte, majd belépett az oratoriánusokhoz. 1847-ben IX. Piusz pápától engedélyt kapott, hogy 1848-ban Birminghamben, majd 1849-ben Londonban is oratóriumot alapítson, és mint az új angol oratoriánus kongregáció tartományfőnöke tevékenyen részt vett a lelkipásztorkodásban, és plébánosként teljesen a szegények gondozásának szentelte magát. 1851-től hét éven át az új dublini katolikus egyetem rektora lett, majd visszavonult kolostorába Birminghambe, ahol előkelő családok gyermekeit nevelte és a tudománynak élt. Innét, edgbastoni magányából haláláig ő irányította Anglia szellemi és vallási mozgalmait.
Útja a katolicizmuson belül sem volt problémamentes. Megtérése után sok félreértés és megaláztatás érte: egyrészről elvárták, hogy sok konvertitát hozzon az egyházba; másrészről a katolikus egyház hivatalos képviselői sokáig bizalmatlanok voltak vele szemben, „liberális katolikus”-nak tekintették. Ellenállást váltott ki a dublini egyetem felállítása is, ahol Newman a katolikusok szellemi továbbfejlesztését tűzte ki célul. 1859-ben pedig meggyanúsították a Rambler című folyóiratban a laikusok mellett írt cikke miatt. Ellenfelei közé tartozott az angol katolicizmus másik nagy alakja, Henry Edward Manning bíboros is. Meghívták az I. vatikáni zsinatra, de egészségi állapota miatt nem vett részt rajta. Bár a pápai tévedhetetlenség kihirdetésének időszerűségét vitatta, a tárgyi jogosultságát védelmezte, pl. a Norfolk hercegéhez írt híres levelében. Lelkipásztori és tudományos munkássága elismeréséül XIII. Leó pápa 1879-ben bíborossá nevezte ki, amellyel sikerült eloszlatnia a Newmant takaró felhőket, és hazájában tiszteletet és nagyrabecsülést keltett iránta. A pápa évek múltával is „il mio cardinale”-nak nevezte, és úgy nyilatkozott róla, hogy az Egyházat akarta megtisztelni kinevezésével s büszke rá, hogy neki adatott meg egy ilyen ember kitüntetése.

## Halála és tisztelete

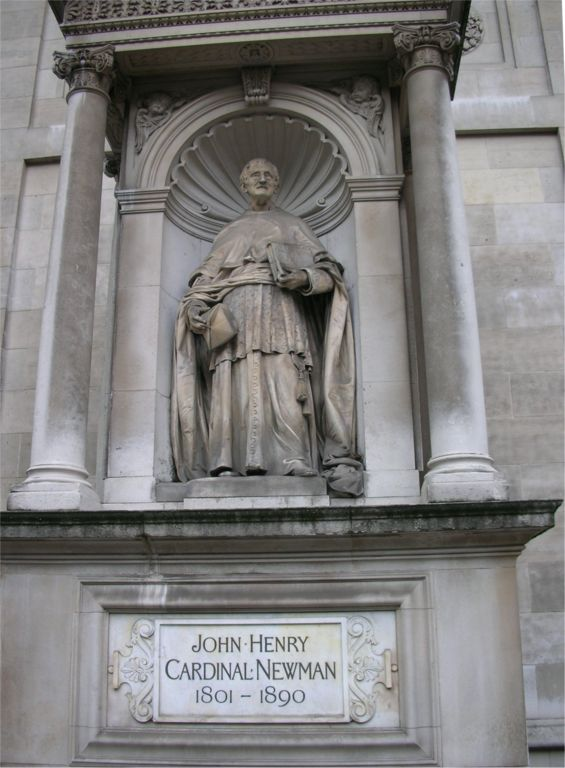
Newman bíboros szobra a londoni Brompton Oratórium épületén.

Életének utolsó éveit szinte teljesen megvakulva élte le, szüntelen a rózsafüzért imádkozva. 1890. augusztus 11-én hunyt el Birminghamben. Holttestét a templomban ravatalozták fel, ahova nagy számban jöttek különféle rangú és hitű emberek tiszteletüket kifejezni. A Daily Telegraph már életében, 1888 végén, az isteni dolgok nagy doktorának, a szellemi rend hatalmas és meggyőző erejű tanítójának nevezte, és halála után pedig még inkább megbecsülték munkásságát. Művei számtalan kiadást megértek, és minden nagyobb nyelvre lefordították őket. Konverziója ellenére bizonyos vonakodás után majdnem olyan mértékben megőrizte az anglikánok szeretetét, amint megnyerte, ugyancsak némi vonakodás után, különösen az angol-amerikai, majd egyre jobban az európai térségben is a katolikus világ bámulatát és szeretetét. XII. Piusz pápa az angol nemzet világosságot árasztó fényességének és rendkívüli ékességének (lumen et decus eximium) nevezte.
Életszentségének híre, mely már életében is jelentős volt, halála után tovább növekedett, ezért a birminghami érsek 1958-ban kezdeményezte kanonizálását. II. János Pál pápa 1991. január 22-én a tiszteletreméltóak közé sorolta, 2010. szeptember 19-én a birminghami Cofton Parkban boldoggá avatta XVI. Benedek pápa. Ez volt az első boldoggá avatás Angolföldön. A misére ötvenezren mentek. Szentté avatására 2019. október 13-án a római Szent Péter téren került sor, a szertartáson részt vett Károly herceg brit trónörökös is.

## Teológiája, nézetei, hatása
A csalódások a lelki élet mesterévé érlelték. Newman szerint a keresztény lelkiség alapjai: a lelkiismeret utasításának gondos követése (a belső világosság); a „Krisztus-kép”, amit maga Krisztus ültet a hívő lelkébe a megtérés és a közösségbe épülés elveként; a Szentlélek lakása a megkereszteltben; az eleven képzelőerővel végzett szentírásolvasás és elmélkedés; a hitből fakadó tevékenység elsőbbsége a beszéddel szemben; imádság és böjt; a keresztény személyiség (erények) fölépítése, főleg az ellentétes erénypárok feszültségében (pl. békességre törekvés és harc az igazságért); „az életszentség egyszerű útja” (a mindennapi kötelességek egyszerű teljesítése); lelki napló vezetése; minden szenvedés és betegség elfogadása Istennek az üdvösség érdekében tett beavatkozásaként.
Számára a teológia több volt, mint tudomány, semminek sem tekintette azt személyes vallásosság, az élet megszentelése nélkül. A lelkiismeret a kinyilatkoztatás Istenével összekapcsoló orgánum a részére. Ez volt személyes istenhitének is a belső vezérlője, ez kapcsolta őt a kinyilatkoztató Krisztushoz, s ez vezette őt, az anglikán papot az általa szeretett közösségből abba az Egyházba, ahová az Isten hívta.
Az újkori szellemi mozgalom célját Newman nem az egyik vagy másik hittétel tagadásában látta, mint két nagy konvertita kortársa, Manning vagy W. G. Ward, hanem általában a vallás elleni harcban, a természetfölötti igazságok és a világ fölött álló személyes Egy Isten létének tagadásában. Fiatal korától kezdve élt benne a meggyőződés, hogy olyan idők következnek, amikor a hitetlenség árja, mint vízözön, mindent elönt s oly magasra hág, hogy csak a hegycsúcsok emelkednek ki belőle, mint szigetek az uralkodó árból.
Newman sokak szerint felülmúlhatatlan mint a kereszténység és a katolikus egyház apologétája. Az ész és hit harmóniájának eleven képviselője volt egy olyan korban, amikor ezek ellentmondása szinte dogmája volt a közvéleménynek. Mint teológus nagyon jelentős indításokat adott dogmatörténeti szemléletével, apologetikus módszerével, a szív szavának, a „raisons du cœur”-nek (theologia cordis) és az objektív bizonyításnak egybekapcsolása által. Cor ad cor loquitur (a szív a szívhez szól) volt a bíborosi jelmondata, amellyel a vallásos és apologetikus alapszemléletére célzott. Az istenhit és a vallás tudományos megalapozásához szükséges bizonyítékok nála inkább csak mint „jelek” bírnak jelentőséggel, mint a lelki diszpozíció szükséges gondolati biztosítékai. Bármily gazdag volt is a tudása, bármily félelmetes is érvelésének ütőereje, apologetikus mestervolta a lélekkel való párbeszédében rejlik. Inkább a valláspszichológus művészetéről, mint egy fogalmi rendszerező tiszta tudományáról beszélhetünk vele kapcsolatban.
Newman tanítását kizárólagosan és egyoldalúan különböző teológiai irányzatok is le akarták foglalni maguknak: pragmatisták, evolucionisták, modernisták, újskolasztikusok. Azzal azonban, hogy a dogmák történeti kritikai szemlélete és az Istenhez és az Egyházhoz való vallásos odaadás csodálatos összhangba olvadt nála, Newman megadta már tulajdonképpen az előzetes katolikus választ a későbbi modernistáknak, kiknél e kettő ellentétbe került. Volt benne valami hajlam a misztika felé is, amikor a megismeréssel szemben való szkeptikus alapmagatartását az átélés erejében való erős bizalommal és az ezen alapuló meggyőződéssel kapcsolta egybe.
Newman nyelve az angol nyelv fejlődésében Shakespeare óta a legmagasabb fokot jelenti, művei az angol irodalom remekművei közé tartoznak. Irodalmi munkássága rendkívül nagyméretű volt. Összegyűjtött munkái még életében, 1870-1879 között, harminchét kötetben jelentek meg, amit még hat posztumusz kötet követett, köztük a Meditations and Devotions, melyek a keresztény áhítat maradandó kincseivé váltak. Költeményeket is írt (Lyra Apostolica).

## Emlékezete
John Henry Newman első magyarországi szobrát 2016. március 6-kán avatták fel Sümegen. A szobrot, (életnagyságú pirogránit ülő szobor, Varga Gábor alkotása) Athanasius Shneider, kazahsztáni segédpüspök, a világszerte ismert patrisztikus professzor szentelte fel.

## Főbb művei
- The Arians of the Fourth Century. London, 1833
- Parochial and Plain Sermons. 1-7. köt. Uo., 1834-43
- Lectures on the Prophetical Office of the Church. Uo., 1837
- On Justification. Uo., 1838
- Sermons bearing on Subjects of the Day. Uo., 1843
- Sermons ... preached before the University of Oxford. Uo., 1843
- An Essay on the Development of Christian Doctrine. Uo., 1845
- Loss and Gain., regény, 1849
- Lectures on the Present Position of Catholics in England. Uo., 1851
- Callista, regény, 1851
- Apologia pro vita sua. Uo., 1864
- Letter to Reverend E.B. Pussey on His Recent Eirenicon. Uo., 1866
- Essay in Aid of a Grammar of Assent. Uo., 1870
- The Idea of a University. Uo., 1873
- Letter to the Duke of Norfolk. Uo., 1875
- On the Prophetical Office. Uo., 1877

## Magyarul megjelent művei
- John Dobree Dalgairns–John Henry Newman–Herbert Thurstonnel: Harding Szent István citeaux-i apátnak, a ciszterci rend alapítójának élete; ford. Horváth Konstantin; Szt István Társulat, Bp., 1930 (Szentek országa)
- Nagypéntek. Elmélkedések és imádságok; ford. Szunyogh X. Ferenc; Szalézi Művek, Rákospalota, 1944 (A lelkiélet kis könyvei) (Új kiadása: Budapest, 1995. Új Ember füzetek 3.)
- A Szűzanya hónapja; ford. Szunyogh X. Ferenc; Szalézi Művek, Rákospalota, 1946 (Lelkiélet kiskönyvei)
- Elmélkedések; ford. Szunyogh X. Ferenc; Szent István Társulat, Bp., 1946
- Callista. Rajz a III. századból; ford. Salacz Gábor; Szent István Társulat, Bp., 1948
- A keresztény lélek; vál., ford. Salacz Gábor; Mecsek Ny., Pécs, 1957
- Newman breviárium. (Vál. és ford. Salacz Gábor) Budapest, 1958. (3. bőv. kiad. Bp., 1977. Istentől-Istenig címen)
- Istentől Istenig; szemelvényvál., ford., bev. Salacz Gábor; 3. bőv. kiad.; Szt. István Társulat, Bp., 1978
- Nagypéntek. Elmélkedések és imádságok; ford. Szunyogh X. Ferenc; Új Ember, Bp., 1995 (Új Ember-füzetek)
- Az Anyaszentegyház Misztériuma; ford. fr. Mihály ferences; International Center of Newman's Friends, Bp., 1998
- Nagypéntek. Elmélkedések és imádságok; ford. Szunyogh X. Ferenc; 2. jav. kiad.; Új Ember, Bp., 2000 (Új Ember-füzetek)
- Apologia pro vita sua; ford. Balázs Zoltán; Európa, Bp., 2001
- Newman. Válogatás Newman bíboros műveiből angolul és magyarul; szerk. Stéger István, ford. Salacz Gábor; Jel, Bp., 2002 (A Veszprémi Érseki Hittudományi Főiskola lelkiségi sorozata)
- Newman-breviárium; vál., ford. Salacz Gábor; Szt. István Társulat, Bp., 2002 (Szent István könyvek)
- John Henry Newman vasárnapi beszédei. Adventtől nagyböjtig; ford. Somogyi György, Técsy Judit; Newman Központ, Bp., 2008
- John Henry Newman vasárnapi beszédei. Nagyböjt és húsvét; vál., ford. Somogyi György, Técsy Judit, bev. Barsi Balázs; Newman Központ, Bp., 2010
- Gerontius álma; ford., Somogyi György; Newman Központ, Bp., 2011
- Láthatatlan valóság. Boldog John Henry Newman hagyatéka; ford., utószó Somogyi György; Newman Központ, Bp., 2014